# Баран-ди-Котежипи
Баран-ди-Котежипи (порт. Barão de Cotegipe)  —  муниципалитет в Бразилии, входит в штат Риу-Гранди-ду-Сул. Составная часть мезорегиона Северо-запад штата Риу-Гранди-ду-Сул. Входит в экономико-статистический  микрорегион Эрешин. Население составляет 6519 человек на 2007 год. Занимает площадь 259,907 км². Плотность населения — 24,7 чел./км².
Праздник города — 23 января.

## История
Город основан 1 июня 1964 года. 

## Статистика
- Валовой внутренний продукт на 2003 составляет 72.143.433,00 реалов (данные: Бразильский институт географии и статистики).
- Валовой внутренний продукт на душу населения на 2003 составляет 11.104,12 реалов (данные: Бразильский институт географии и статистики).
- Индекс развития человеческого потенциала на 2000 составляет 0,784 (данные: Программа развития ООН).

## География
Климат местности: сухой жаркий.